# Mike Jackel
Mike Jackel, né le 19 octobre 1959, à Vancouver au Canada, est un joueur canadien naturalisé allemand de basket-ball. Il évolue durant sa carrière au poste d'ailier.

## Palmarès
- Champion d'Europe 1993
- Coupe d'Allemagne 1982, 1984, 1985, 1992
- MVP du championnat d'Allemagne 1988